# Réunioni íbisz
A réunioni íbisz (Threskiornis solitarius) a madarak (Aves) osztályának gödényalakúak (Pelecaniformes) rendjébe, ezen belül az íbiszfélék (Threskiornithidae) családjába és az íbiszformák (Threskiornithinae) alcsaládjába tartozó faj.

## Elterjedése
Kizárólag Réunion szigetén élt.
Valószínűleg azonos azzal a madárfajjal, amelyet portugál tengerészek fedeztek fel 1613-ban, és melyet biológusok a dodófélék családjába helyeztek „Réunion dodó” (Raphus solitarius) néven.
Korábban többször átnevezték (innen többféle szinonim neve). Hívták „Réunion remetegalambnak” vagy „fehér dodónak”(vagyis egy albínó dodófajnak gondolták) ekkori szinonim neve Victoriornis imperialis vagy Borbonibis latipes. Miután csontjait megtalálták a 20. században, rájöttek, hogy valójában íbiszféle madár, ekkortól hívták Borbonibis latipes-nek. Később átértékelték rendszertani helyét és az íbiszek (Threskiornis) nemzetségébe sorolták át.

## Megjelenése
Fehér tollazata volt, fekete szárny- és faroktollakkal és fekete csupasz fejjel. 
Úgy nézett ki, mint egy nagyra nőtt szent íbisz (Threskiornis aethiopicus). Szárnyai túl rövidek voltak ahhoz hogy súlyos testét a levegőbe emeljék, így e faj röpképtelenné vált. Ősei valószínűleg az egyiptomi vagy a madagaszkári íbisz valamelyik parti kolóniájából származhattak, melyek trópusi viharral kerülhettek Réunionra. Itt ellenségek híján (a sziget az európaiak betelepülése előtt teljesen mentes volt a ragadozó emlősöktől) felhagyott a repüléssel, szárnyai elcsökevényesedtek, testmérete megnőtt és mivel a sziget nem tudott volna nagyobb csapatokat eltartani, magányos életmódúvá vált.

## Életmódja
A Réunioni íbisz magányosan élt az erdők mélyén, mindig vízközelben, ahol feltehetőleg férgekkel és vízirovarokkal táplálkozott.
Utolsó példányát 1705-ben látták és valószínűleg a 18. század első évtizedeiben halt ki teljesen.